# Jacques Brichant
Jacques "Jacky" Brichant (Mont-sur-Marchienne, 28 de marzo de 1930 - Bruselas, 9 de marzo de 2011) era fue un tenista belga.
Brichant jugado la mayor cantidad de partidos de Copa Davis para su país. Brichant llegó a las semifinales del Campeonato de Francia en singles en 1958, que perdió ante el eventual campeón Mervyn Rose. Además, llegó a cuartos de final del mismo torneo tres veces (1956, 1957, 1959). Él ganó el título belga nacional 10 veces.
En 1950 fue subcampeón en el evento All England Plate, una competencia de tenis celebrada en el Campeonato de Wimbledon que consistía en jugadores que fueron derrotados en la primera o segunda ronda de la competencia de individuales.